# Manning, Oregon
Manning là một cộng đồng nhỏ chưa hợp nhất nằm trong quận Washington, Oregon, Hoa Kỳ trên Xa lộ Sunset (Quốc lộ Hoa Kỳ 26/Xa lộ Oregon 47).
Manning được đặt tên của Martin Manning, người khai khẩn đất hoang ở đó vào năm 1865. Bưu điện Manning được thiết lập năm 1890.
Đường mòn Tiểu bang Banks-Vernonia, một đường mòn do đường xe lửa trước đây để lại, đi qua Manning.